# روستيسلاف زوليشيني
روستيسلاف زوليشيني (بالإنجليزية: Rostyslav Zaulychnyi)‏ (بالأوكرانية: Зауличний Ростислав)‏ (مواليد 6 سبتمبر 1968) هو ملاكم أمريكي، مثّل بلاده في الألعاب الأولمبية الصيفية في دورتي 1992 و1996.

## روابط خارجية
روستيسلاف زوليشيني على موقع بوكس ريك (الإنجليزية) (registration required)
- روستيسلاف زوليشيني على موقع اللجنة الأولمبية الدولية (الإنجليزية)
- روستيسلاف زوليشيني على موقع أوليمبيديا (الإنجليزية)